# 庫斯季夫齊 (波隆涅區)
49°55′18″N 27°24′42″E / 49.92167°N 27.41167°E
庫斯季夫齊（烏克蘭語：Кустівці），是烏克蘭西部的村莊，隸屬赫梅利尼茨基州的舍佩蒂夫卡區。該村始建於1560年，面積2.6平方公里，海拔高度261米，人口850，人口密度每平方公里354人。